# Tropiques humides du Queensland
Le tropiques humides du Queensland (en anglais : Wet Tropics of Queensland) est un ensemble de neuf parcs nationaux ainsi que de plus de sept cents autres parcs classés au patrimoine mondial de l'humanité. 
Tous ces parcs sont situés sur la côte nord-est du Queensland, entre Townsville et Cooktown, longeant un autre site classé, la Grande Barrière de corail.

## Liste des parcs nationaux classés
Les parcs nationaux représentent environ 15 % de la surface classée :
- le Parc national de Ngalba Bulal ;
- le Parc national de Daintree ;
- le Parc national de Girringun ;
- le Parc national Wooroonooran ;
- le parc national des gorges de la Barron ;
- le parc national de la Montagne Noire ;
- le parc national de Kirrama (en);
- le parc national de Kuranda (en);
- le parc national d'Edmund Kennedy (en).